# Stará Ves (Hradiště)
Stará Ves (deutsch Altdorf) ist eine Wüstung auf dem Truppenübungsplatz Hradiště in Tschechien. Sie liegt 11 Kilometer östlich von Karlsbad und gehört zum Okres Karlovy Vary.

## Geographie
Stará Ves befand sich im Westen des Duppauer Gebirges in der Hradišťská hornatina (Burgstadtler Masse) – linksseitig über den Tälern des Pstružný potok (Forellenbach) und seines Zuflusses Větrovecký potok (Wolfsteinbach) – auf einer Hochfläche unmittelbar an der Grenze des Truppenübungsplatzes zur Gemeinde Doupovské Hradiště. Nördlich erhebt sich der Na Větrné (573 m n.m.), im Nordosten der Na Hradě (594 m n.m.) und der U Studeného dvora (Kronberg; 790 m n.m.), östlich der Pustý zámek (Oedschloßberg; 933 m n.m.), im Südosten der Svěrák (700 m n.m.), der U Tokaniště (Hirschbühel; 836 m n.m.) und der Větrovec (Plodersberg; 902 m n.m.), westlich der Lučinský vrch (Wäldlberg; 535 m n.m.) und der Švédlův vrch (Schwedelberg; 550 m n.m.) sowie im Nordwesten der Na Klobouku (604 m n.m.) und die Bučina (Buchkoppe; 582 m n.m.)
Nachbarorte waren Dolní Lomnice (Unter Lomitz) und Horní Lomnice (Ober Lomitz) im Norden, Mlýnská (Mühldorf) im Nordosten, Dunkelsberg und Prachomety (Promuth) im Osten, Těš (Tösch) und Doupovské Mezilesí (Olitzhaus) im Südosten, Javorná (Ohorn) und Dlouhá (Langgrün) im Süden, Činov (Schönau) und Lučiny (Hartmannsgrün) im Südwesten, Beraní Dvůr (Hammelhof), Šemnice (Schömitz) und Dubina (Eichenhof) im Westen sowie Svatobor (Zwetbau) im Nordwesten.

## Geschichte
Das Dorf gehörte ursprünglich zu Zeiten der Hrabischitz von Riesenburg zu den Gütern der Burg Elbogen. Erstmals schriftlich erwähnt wurde es im 13. Jahrhundert, als das Kloster Osegg das Schömitzer Gebiet erwarb und mit der Kolonisation begann. Später löste das Kloster Stará Ves aus der Untertänigkeit zur Burg Elbogen aus und schlug es den Schömitzer Klostergütern zu. Nachdem dem Kloster ein Teil dieser Güter bereits während der Hussitenkriege entzogen und 1434 durch König Sigismund der Herrschaft Engelsburg zugeschlagen worden waren, trat Abt Johann V. das gesamte Gebiet 1465 an König Georg von Podiebrad ab. Dieser erweiterte 1466 die Herrschaft Engelsburg um zehn Dörfer und schenkte sie seinem Sohn Hynek. Nachfolgend wechselten die Besitzer der Herrschaft in rascher Folge. 1567 wurde das Dorf als Altendorf und 1570 als Aldttorff bezeichnet. Im Jahre 1570 erwarben die Herren Colonna von Fels die Herrschaft Engelsburg, nach der Schlacht am Weißen Berg wurde sie 1622 als konfiszierter Besitz des Leonhard Colonna von Fels an Hermann Czernin von Chudenitz verkauft. 1623 wurde die Herrschaft Engelsburg der Herrschaft Gießhübel zugeschlagen. In der berní rula von 1654 sind für Altdorf sieben Bauern, davon fünf mit Waldbesitz, drei Chalupner sowie fünf Inleute auf der Gemeinde aufgeführt. Zwei weitere Chalupnerstellen lagen wüst. 1829 trat Johann Anton Hladik die Herrschaft Gießhübel gemeinschaftlich seiner Tochter Antonia und dem Schwiegersohn Wilhelm von Neuberg ab.
Im Jahre 1845 bestand das im Elbogener Kreis gelegene Dorf Altdorf aus 28 Häusern mit 171 deutschsprachigen Einwohnern. Pfarrort war Zwetbau. Bis zur Mitte des 19. Jahrhunderts blieb Altdorf der Herrschaft Gießhübel untertänig.
Nach der Aufhebung der Patrimonialherrschaften bildete Altdorf / Stará Ves ab 1849 eine Gemeinde im Gerichtsbezirk Karlsbad. Ab 1868 gehörte Altdorf zum Bezirk Karlsbad. 1869 bestand das Dorf aus 31 Häusern und hatte 196 Einwohner. Im selben Jahr wurde Mühldorf eingemeindet. Zum Ende des 19. Jahrhunderts löste sich Mühldorf wieder von Altdorf los und bildete eine eigene Gemeinde.
Im Jahre 1900 hatte Altdorf 157 Einwohner, 1910 waren es 173. Nach dem Ersten Weltkrieg zerfiel der Vielvölkerstaat Österreich-Ungarn, die Gemeinde wurde 1918 Teil der neu gebildeten Tschechoslowakischen Republik. Beim Zensus von 1921 lebten in den 32 Häusern von Altdorf 186 Deutsche. Altdorf war als Platzdorf angelegt. Den ältesten Teil bildeten einige auf der Anhöhe gelegene große Bauerngüter, auf der kleinen Terrasse im Ortszentrum siedelten Kleinbauern und Häusler. Von den ursprünglichen Holz- und Fachwerkhäusern waren noch zahlreiche erhalten. 1930 lebten in den 31 Häusern der Gemeinde 185 Personen. Nach dem Münchner Abkommen wurde Altdorf 1938 dem Deutschen Reich zugeschlagen und gehörte bis 1945 zum Landkreis Karlsbad. Im Jahre 1939 hatte die Gemeinde 161 Einwohner. 1942 erfolgte die Eingemeindung nach Zwetbau.
Nach Beendigung des Zweiten Weltkrieges kam Stará Ves zur wiedererrichteten Tschechoslowakei zurück, die Eingemeindung wurde wieder aufgehoben. Nach der Aussiedlung der deutschen Bewohner wurde Mlýnská nur schwach wiederbesiedelt. 1945 wurde in Horní Lomnice eine örtliche Verwaltungskommission ins Leben gerufen, die auch für die Gemeinden Stará Ves, Mühldorf, Lipoltov, Ranzengrün und Svatobor zuständig war. Ab 1946 gehörte Stará Ves zum Okres Karlovy Vary-okolí. 1949 wurde eine gemeinschaftliche Feuerwehr für Horní Lomnice, Lipoltov, Mlýnská, Pastviny, Stará Ves und Svatobor gebildet. Im Jahre 1950 leben in den 23 Häusern von Stará Ves nur noch 46 Personen.
In der ersten Phase der Errichtung des Truppenübungsplatzes Hradiště wurde Stará Ves 1953 abgesiedelt und in das Militärgebiet eingegliedert. Heute ist die Dorfstelle mit Bäumen bewachsen, zwischen denen noch Mauerreste und die Trümmer des Friedhofes zu erkennen sind. Erhalten sind die Straßen nach Svatobor und Mlýnska.

## Ortsgliederung
Die Wüstung Stará Ves ist Teil des Katastralbezirkes Bražec u Hradiště.

## Ehemalige Bauwerke
- hölzerne Kapelle der Jungfrau Maria, im oberen Teil des Dorfes
- Statuengruppe der hl. Dreifaltigkeit am Dorfplatz, geschaffen 1751